# 道格·李
道格拉斯·爱德华·李（英語：Douglas Edward Lee，1964年10月24日—），美国NBA联盟前职业篮球运动员。他在1987年的NBA选秀中第2轮第12顺位被休斯顿火箭选中。